# Saint-Jean-de-Maruéjols-et-Avéjan
Saint-Jean-de-Maruéjols-et-Avéjan is een gemeente in het Franse departement Gard (regio Occitanie) en telt 824 inwoners (2004). De plaats maakt deel uit van het arrondissement Alès. Saint-Jean-de-Maruéjols-et-Avéjan had 856 inwoners op 1 januari 2022.

## Geschiedenis
In de 16e eeuw kreeg het calvinisme veel aanhangers in Saint-Jean-de-Maruéjols. De protestanten bouwden een eigen kerk in het dorp maar deze werd vernield tijdens de Hugenotenoorlogen. Nadat het Edict van Nantes (1598) geloofsvrijheid verzekerde voor de protestanten werd een nieuwe kerk gebouwd. Deze tweede kerk werd afgebroken door koninklijke dragonders nadat het Edict van Fontainebleau (1685) de geloofsvrijheid had afgeschaft. Pas in 1821 kwam er een nieuwe protestantse kerk in het dorp.

## Geografie
De Cèze, een rijrivier van de Rhône, stroomt ten zuiden van de gemeente.
De oppervlakte van Saint-Jean-de-Maruéjols-et-Avéjan bedroeg op 1 januari 2022 17,3 vierkante kilometer; de bevolkingsdichtheid was toen 49,5 inwoners per km².

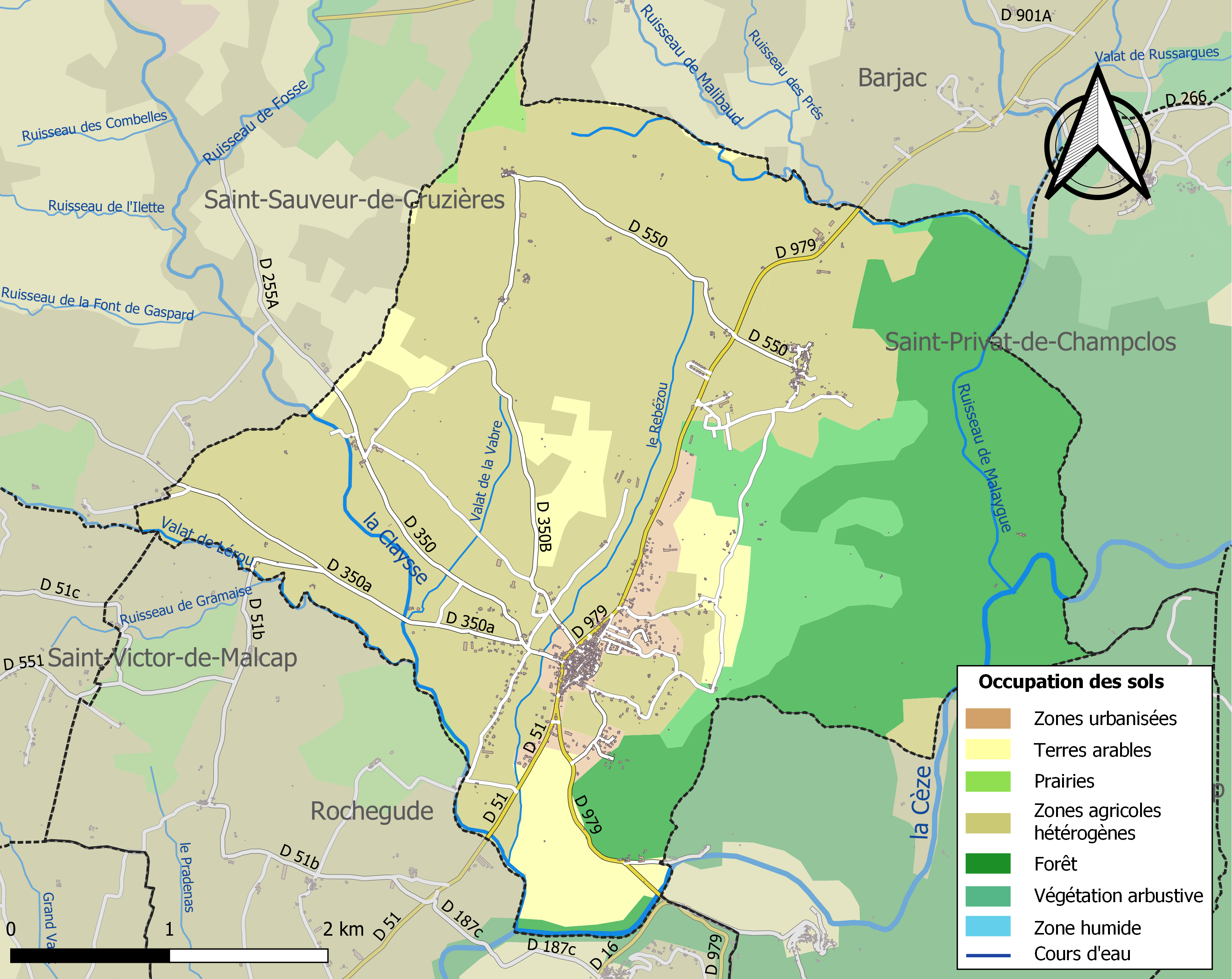
Kaart van de gemeente met belangrijkste infrastructuur, bodemgebruik en omliggende gemeenten

## Demografie
Onderstaande figuur toont het verloop van het inwonertal (bron: INSEE-tellingen).